# Agam Berger
Pour les articles homonymes, voir Berger (homonymie).
Agam (Gigi) Berger, née le 6 août 2004 en Israël, est une soldate et violoniste israélienne, capturée par le Hamas de la base militaire de Nahal Oz où elle travaillait, et emmenée en captivité à Gaza durant le massacre de Nahal Oz le 7 octobre 2023. Elle est libérée le 30 janvier 2025.

## Biographie
Agam Berger est née le 6 août 2004 en Israël.
Elle a une sœur jumelle, Li-Yam, née deux minutes avant elle, et une autre sœur, Bar, ainsi qu'un frère plus jeune, Ilai. La famille vit à Holon.
Agam Berger est diplômée de l'école Kiryat Sharet à Holon, dont six des diplômés ont été tués le 7 octobre 2023.
Elle joue du violon depuis l'âge de huit ans.

### Kidnappée par Hamas
Elle occupe son poste d'observateur de terrain depuis seulement un jour lorsque, le 7 octobre 2023, Agam Berger est enlevée à la base militaire de Nahal Oz par les terroristes du Hamas et emmenée en captivité à Gaza. Elle est identifiée dans une vidéo du Hamas, dans laquelle elle est conduite vers une voiture, en pyjama.
Lors de l'attaque du 7 octobre contre la base militaire de Nahal Oz, quinze agents de surveillance, toutes des femmes, ont été tuées. Sept autres personnes ont été enlevées, dont une a été sauvée, tandis qu'une autre était tuée en captivité. Les cinq autres – Liri Albag, Karina Ariev, Agam Berger, Daniela Gilboa et Naama Levy – restent encore otages.
Le 26 novembre 2023, son père, Shlomi Berger, a reçu un appel d'une otage libérée, nommée Agam Goldstein-Almog, 17 ans, qui était détenue dans le même tunnel que sa fille : elle lui a dit que les blessures de sa fille étaient presque guéries,.
Agam est une juive religieuse. Selon sa mère, Meirav Berger, lorsque les terroristes du Hamas l’ont forcée à les servir dans leurs maisons, elle a refusé d’allumer du feu et de cuisiner pour eux : il s'agissait d'un jour de sabbat (Shabbat).
Elle est libérée par le Hamas le 30 janvier 2025,,,,.